# Betty Parsons
Betty Parsons (New York, 31 januari 1900 – aldaar, 23 juli 1982) was een Amerikaanse kunstenares, galeriehoudster, kunsthandelaar en kunstverzamelaar die bekend is als een van de eerste promotoren van het abstract expressionisme. Kunstenaars als Jackson Pollock, Robert Rauschenberg, Mark Rothko en Barnett Newman kregen bij haar hun eerste tentoonstellingen.
Ze wordt beschouwd als een van de meest invloedrijke personen van de Amerikaanse avant-garde.

## 1900-1936
Betty Parsons werd in 1900 als Betty Bierne Pierson geboren in het New Yorkse stadsdeel Manhattan. Ze was de middelste van drie dochters. Ze kwam uit een rijke New Yorkse familie die pendelde tussen New York, Newport, Palm Beach en Parijs.

#### Opleiding
Op tienjarige leeftijd ging ze naar de prestigieuze Chapin school in New York. Ze studeerde er gedurende vijf jaar, maar was een middelmatige studente die zich snel verveelde. In 1913 bezocht Parsons de Armory Show, de Internationale tentoonstelling voor Moderne Kunst.  Ze was diep onder de indruk en beschreef dit later als een cruciale gebeurtenis in haar leven. Ze besloot op dat moment van de kunst haar leven te maken. Tegen de zin van haar ouders begon ze kunstonderwijs te volgen in het atelier van Gutzon Borglum, die ze later omschreef als een minder goede leraar.

#### Huwelijk en echtscheiding
In 1919 trouwde Pierson met Schuyler Livingston Parsons, een acht jaar oudere welgestelde high society figuur uit New York. Voortaan zou ze de familienaam Parsons dragen. Haar familie hoopte dat Betty Parsons er nu een burgerlijke levensstijl zou op nahouden, wat ze niet deed. Ze ging onder andere beeldhouwen in het toen verpauperde East Village. Het koppel scheidde al drie jaar later in Parijs omdat hun visies op het leven onverzoenbaar bleken. Gezien het high society figuren betrof gaf de echtscheiding aanleiding tot speculaties in de schandaalpers. Als gevolg hiervan werd ze door haar familie onterfd.

#### Parijs: kunstenares
Parsons bleef in Parijs wonen en ging studeren aan de Académie de la Grande Chaumière. Ze was leerlinge van de beeldhouwers  Émile-Antoine Bourdelle (voorheen assistent van Auguste Rodin ) en Ossip Zadkine. In de zomer volgde ze schilderlessen bij Arthur Lindsey aan de Bretoense kust.
Ze frequenteerde de lesbische milieus in Parijs. Ze kocht een klein huis in Montparnasse en ging samenwonen met haar vriendin Adge Baker, een Britse kunststudente en kunstenares, met wie ze een relatie had. De twee gingen in 1932 uit elkaar, maar bleven vriendinnen voor het leven.

#### Verenigde Staten: eerste succes
Nadat haar alimentatie ten gevolge van de Grote Depressie was stopgezet, keerde Parsons in 1933 noodgedwongen terug naar Amerika. Ze gaf aanvankelijk beeldhouwlessen in Santa Barbara (Californië). In haar schilderijen begon ze te experimenteren met kleur, beweging en emotie, het was een soort "actionpainting" avant-la-lettre, echter zonder in het abstracte te vervallen. Ze kreeg in die periode een paar kleinere tentoonstellingen in Parijs en Los Angeles. In 1936 keerde ze terug naar haar geboortestad New York en kreeg met haar aquarellen haar eerste solotentoonstelling in de Midtown Gallery. Ze kreeg zeer goede kritiek en zou de komende twintig jaar nog negen solotentoonstellingen krijgen in de Midtown Galleries.

## Galeriemedewerkster
Na haar succesvolle solotentoonstelling in de Midtown Galleries deed Alan Bruskin, de eigenaar van de galerie, haar het voorstel om in zijn galerie kunstwerken te verkopen op commissie. Zij deed dit ongeveer een jaar. In de herfst van 1937 begon Parsons te werken bij de galerie van Mary Quinn Sullivan, een van de oprichters van het Museum of Modern Art (MoMa) van New York.
In 1940 verliet Parsons de galerie van Sullivan en werd ze in de Wakefield Bookshop voor het eerst zelf manager van een galerie gespecialiseerd in hedendaagse kunst.  Ze kreeg volledige vrijheid over de keuze van de kunstenaars en de organisatie van tentoonstellingen. Ze vertegenwoordigde al snel veel hedendaagse kunstenaars, waaronder Saul Steinberg, Adolph Gottlieb, Alfonso Ossorio, Hedda Sterne, Theodoros Stamos en Joseph Cornell.
Na vier jaar bij de Wakefield Gallery, werd Parsons in 1944 gevraagd om een afdeling hedendaagse kunst op te richten en te leiden in de galerie van kunsthandelaar Mortimer Brandt op 15 East 57th Street in Manhattan. Na de oorlog verhuisde Brandt naar Engeland. Parsons nam met de steun van vrienden de galerie over en vormde die om tot haar eigen galerie.

## Galeriehoudster

#### Betty Parsons Gallery
De Betty Parsons Gallery werd in 1946 geopend,met de tentoonstelling "Northwest Coast Indian Painting" georganiseerd door Tony Smith  en Barnett Newman, die later zelf ook bij Parsons onder contract kwam.
  

Toen Peggy Guggenheim in 1947 haar galerie "Art of This Century" sloot en naar Europa terugkeerde was Parsons de enige handelaar die bereid was om onbekende experimentele kunstenaars als Jackson Pollock, Mark Rothko en Clyfford Still te vertegenwoordigen. De markt voor Amerikaanse avant-garde kunst was op dat ogenblik zeer beperkt. 

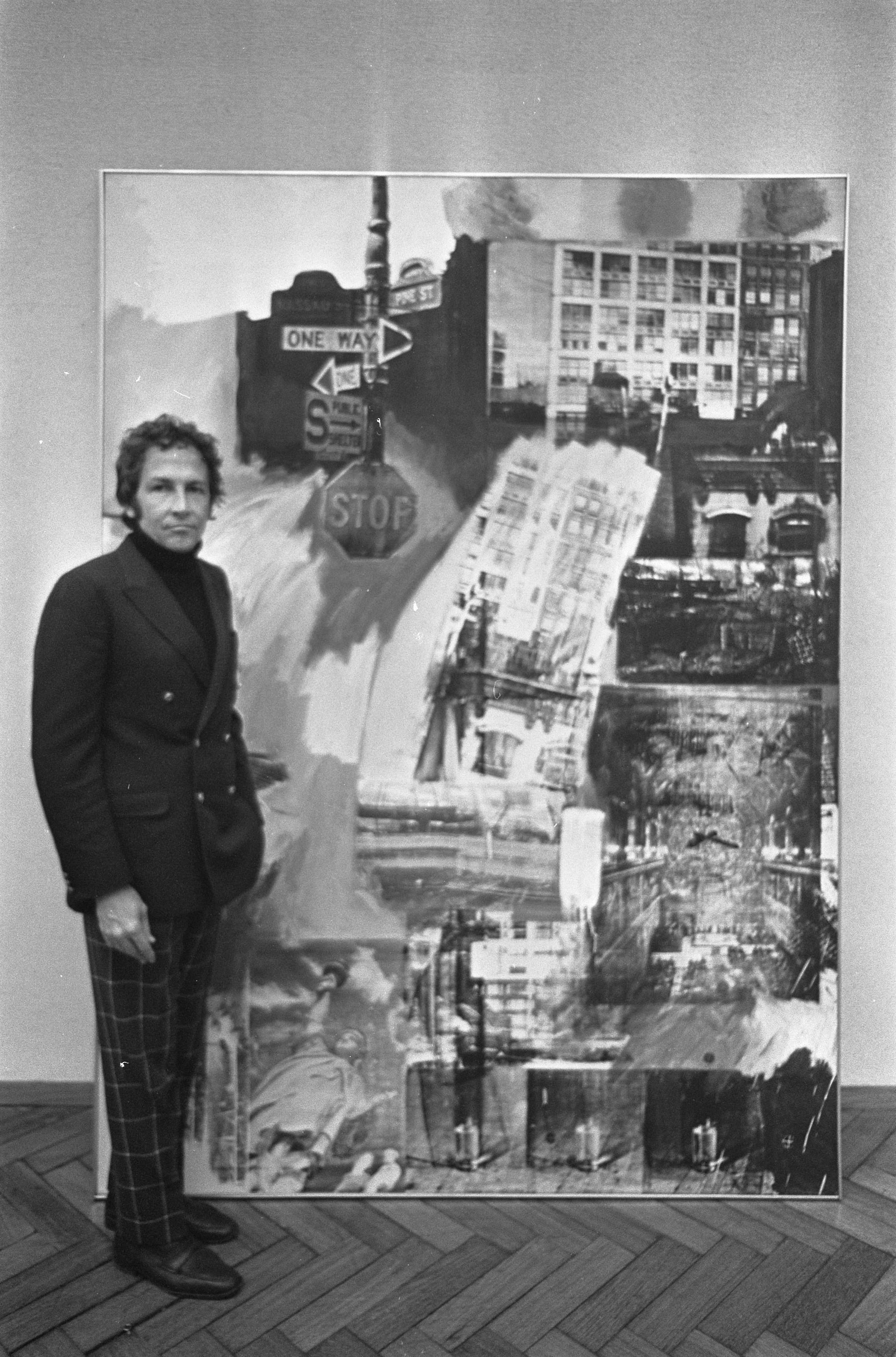
Beschrijving : Robert Rauschenberg exposeert in Stedelijk Museum 1968

Naast Jackson Pollock, Mark Rothko, Barnett Newman en Clyfford Still exposeerde Parsons werk van onder andere Ad Reinhardt, William Congdon, Theodoros Stamos, Ellsworth Kelly, Hedda Sterne, Forrest Bess, Michael Loew, Lyman Kipp en Judith Godwin. Voor de meeste onder hen trad ze op als vertegenwoordiger. Opmerkelijk was de rotatie van de tentoonstellingen: elk seizoen (van september tot mei) werden twaalf tentoonstellingen van telkens twee of drie weken georganiseerd. In de zomermaanden wijdde Parsons zich aan haar eigen kunst.
Op aanbeveling van Clyfford Still kreeg Robert Rauschenberg in 1951 zijn eerste solotentoonstelling.Hoewel ze er niet in slaagde één enkel werk te verkopen, betekende het voor Rauschenberg de start van zijn carrière toen John Cage de galerie bezocht. Dit leidde tot een succesvolle samenwerking tussen de twee kunstenaars met een grote impact op de hedendaagse kunstscene. Rauschenberg was een van de weinige succesvolle kunstenaars die Parsons trouw zou blijven.
Op het einde van de jaren vijftig ontwierpen Smith en Newman het nieuwe modernistische concept van de galerie van Parsons, waardoor er een bijna kubusvormige hoofdruimte ontstond, omlijst door witte muren met subtiel gebogen hoeken en een betonnen vloer, waarin de tentoongestelde werken harmonisch tot hun recht kwamen.

#### Vooruitziend talentscout, maar geen zakenvrouw
Nadat ze door de promotie van Parsons roem hadden verworven, met grote belangstelling voor hun werken tot gevolg, verlieten verschillende abstract-expressionistische kunstenaars de galerie en kozen ze voor meer commerciële galerieën, zoals die van Sidney Janis. Jack Pollock vertrok in 1952; Mark Rothko in 1954en later ook Still en Newman.
Parsons was hierover zeer verontwaardigd en begreep de ondankbaarheid niet. Andere kunsthandelaars profiteerden van de inspanningen die ze had geleverd en de risico's die ze als pionier had gelopen.Behalve met Still bleef ze wel goede relaties onderhouden met de kunstenaars.
De onderliggende reden was echter dat ze weigerde zich uitsluitend te concentreren op de verkoop van werken van haar succesrijke kunstenaars ten koste van het scouten en begeleiden van nieuwe talenten.Ze was zelf te veel kunstenaar, op zoek naar provocatie en vernieuwing, en te weinig zakenvrouw. Voor haar ging het niet alleen over sterrendom en geld verdienen, maar om te laten zien wat ze wilde tonen. Ze was in de eerste plaats een opmerkelijk vooruitziende talentscout die haar kunstenaars aanmoedigde zichzelf te overtreffen, te groeien en te experimenteren.  Met haar flair slaagde ze er in vernieuwende Amerikaanse kunst tentoon te stellen, wat niemand anders durfde en bereikte hiermee een cruciale verschuiving in de kunst. Kunst moest echter voor haar democratisch zijn.
Sidney Janis slaagde er op slinkse wijze in om een deel van haar expositieruimte voor zichzelf toe te eigenen (hun expositieruimtes zaten op dezelfde verdieping van het gebouw), wat leidde tot een rechtszaak. Als gevolg hiervan verhuisde Parsons in 1963 haar galerie van East 57th Street naar West 57th Street.
 

Zij bleef nooit bij de pakken zitten. Ze zette de stap naar een jongere generatie Amerikaanse kunstenaars waaronder Mino Argento, José Bernal, Ib Benoh, Jasper Johns, Agnes Martin, Richard Pousette-Dart, Jeanne Reynal, Walter Tandy Murch, Leon Polk Smith, Richard Tuttle, Robert Yasuda, Jack Youngerman en Oliver Steindecker,de laatste assistent van Mark Rothko. 

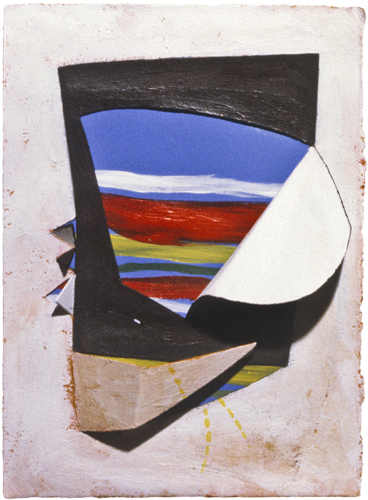
Betty's Ocean painting van Ibrahim Benoh uit 1981

#### Promotie en begeleiding van nieuw talent
Parsons was ruimhartig in haar promotie en begeleiding van artiesten. Ze weigerde nooit een gesprek met onbekende kunstenaars die met hun kunstwerken bij haar kwamen aankloppen. Ze was altijd bemoedigend en zorgzaam en gaf vaak ter plekke kritiek.
Parsons was zeer loyaal tegenover de kunstenaars die met haar samenwerkten. Ze moedigde hen aan om in haar galerie te exposeren. Zo kreeg Richard Tuttle zijn eerste tentoonstelling ooit een jaar nadat hij Betty Parsons assistent was geworden.Hij zou haar altijd trouw blijven.
Zijn opvolger Thomas Nozkowski kon er zijn beeldhouwwerken voor het eerst laten zienen Ib Benoh die in 1980 haar als assistent werd kon reeds datzelfde jaar deelnemen aan een  een groepstentoonstelling in de galerie.

## Schilderes en beeldhouwster
Parsons bleef haar ganse leven lang ook kunstenaar. Ze is het meest bekend als kunstschilder, maar haar grote liefde was beeldhouwen. 
Haar vrije tijd besteedde ze voor een groot deel aan kunst, vooral in de zomermaanden wanneer ze bewust geen tentoonstellingen in de galerie organiseerde en in de weekends In 1959 ontwierp Tony Smith haar huisstudio op een klif aan het water langs de oostkant van Long Island, met uitzicht op de Long Island Sound.
Terwijl haar vroege werken waren levendige landschapsschilderijen waren veranderde haar drang naar experiment haar werk in gedurfde subjectieve abstractie. De ommezwaai kwam er toen ze rond 1947 constructies begon te maken met stukjes hout en andere materialen die aanspoelden aan de oever bij haar huis, die ze schilderde en assembleerde tot constructies en abstracte geometrische wandsculpturen.
Haar werken uit die tijd bevatten sterrenbeelden, organische vormen en uitbarstingen van heldere lijnen. In het midden van de jaren 1970 keerde ze terug naar de beeldhouwkunst, haar eerste liefde, en maakte ze kleine beeldjes die verwezen naar rituele voorwerpen, maskers en miniatuurhuisjes. Dit waren haar meest innovatieve en intieme werken, die ook impact hadden op de poëzie die ze haar leven lang beoefende.
Zij wilde de "onzichtbare aanwezigheid" vastleggen door de essentie van een plek of moment weer te geven.Zij vond haar inspiratie in haar reizen naar Afrika, Europa, Mexico, Japan en elders, maar ook in de Indiaanse kunst, de oosterse spiritualiteit en haar strandvondsten.
Ondanks vele aanmoedigingen van haar kunstenaars, exposeerde Betty Parsons nooit zelf iets van haar werk in haar galerie. Tijdens haar leven kreeg Parsons belangrijke solotentoonstellingen zoals in Whitechapel Gallery in Londen (1968), het Montclair Art Museum in New Jersey (1974) het Miami Museum of Modern Art(1963)en nam ze deel aan verschillende groepstentoonstellingen.
Ook na haar dood kwam haar werk dikwijls aan bod op tentoonstellingen, waaronder in het  Pollock-Krasner House and Study Center in New York en in de Nigel Greenwood Gallery in Londen (1980).

## Musea[33]
Het werk van Parsons is opgenomen in befaamde openbare collecties, waaronder het Whitney Museum of American Art in New York, het Smithsonian American Art Museum in Washington DC, het MoMa in New York,  het Carnegie Museum of Art in Pittsburgh, het National Museum of Women in the Arts in Washington DC, het Parrish Art Museum, Water Mill in New York, het Montclair Museum of Art in New Jersey en The High Museum in Atlanta.

## Eerbetoon
Zij ontving een eredoctoraat van het Southampton College (Long Island) in 1976 en werd in 1981 door de New Yorkse burgemeester Koch gehuldigd voor haar buitengewone bijdrage aan het culturele leven van New York.

## Overlijden
Ze leidde de galerie tot haar plotse dood in 1982 als gevolg van een beroerte.
De galerie werd overgenomen door haar voormalige assistent Jack Tilton, die er op zijn beurt zijn eigen galerie van maakte. 
Haar vriendin, de kunstenares Lee Hall, met wie nauwere samenwerking in het verschiet lag, schreef in 1983 de biografie van Parsons. Deze biografie was reeds voor haar overlijden met haar besproken. 
Haar persoonlijke archieven en die van de Betty Parsons Gallery worden bewaard in de Archives of American Art.
Haar nalatenschap wordt beheerd en vertegenwoordigd door Alexander Gray Associates.

## Symbool voor Lgbt en vrouwelijke kunstenaars
Als lesbische vrouw had ze speciale aandacht voor vrouwelijke, biseksuele en gay kunstenaars, zoals Sonia Sekula, Agnes Martin ,Forrest Bess, Theodoros Stamos, Ellsworth Kelly, Robert Rauschenberg, Lee Hall en Alfonso Ossorio, maar ook voor alle anderen die minder kansen op erkenning kregen zoals Afro-Amerikaanse, Latijns-Amerikaanse en Aziatische kunstenaars. Hoewel ze in Parijs vrij open was over haar geaardheid, was ze daar zeer discreet over in het toenmalig conservatieve Amerika. Zij had echter aan Lee Hall gevraagd om in haar biografie daar zeer expliciet over te berichten.
Door haar steun aan deze categorie van kunstenaars in een tijd van sociale onderdrukking en haar bereidheid om zeer openlijk haar leven in haar biografie te delen, is zij een symbool voor de Lgbt gemeenschap, maar ook voor de gelijke behandeling van vrouwen in de kunst.
Zij staat afgebeeld op de iconische poster Some Living American Women Artists uit 1972 van Mary Beth Edelson.
De tentoonstellingscatalogus Women of Abstract Expressionism, georganiseerd door het Denver Art Museum in 2016 bevatte haar biografie. In 2023 was haar werk opgenomen in de tentoonstelling Action, Gesture, Paint: Women Artists and Global Abstraction 1940-1970 in de Whitechapel Gallery in Londen. 